# SANAA
SANAA는 일본의 건축가 세지마 가즈요와 니시자와 류에의 유닛이다. 프리츠커상, 일본 건축 학회상 2번, 황금 사자상 외 다수 수상하였다.